# 시크릿 (음악 그룹)
시크릿(Secret)은 TS 엔터테인먼트 소속의 대한민국 걸 그룹으로, 2009년 10월 13일 곡 발표 후 2009년 10월 15일 Mnet 엠카운트다운을 통해 디지털 싱글 "I Want You Back"으로 데뷔했다. 이후 시크릿은 2010년과 2011년에 걸쳐 "Magic", Madonna", "샤이보이", "별빛달빛"을 모두 히트 시키면서 4연속 히트라는 성과를 거뒀다. 2011년 8월에는 일본진출을 발표했고, 데뷔 싱글 "Madonna"를 발매해 오리콘 위클리 싱글차트 9위에 올랐다. 이후 2011년 10월 18일 첫 정규 앨범 Moving in Secret을 발매했고, 2012년 8월 22일 일본 첫 정규 앨범 Welcome to Secret Time을 발매했다. 2012년 9월 13일에는 미니 앨범 POSION을 발매했고, 2013년에도 미니 앨범 Letter from Secret과 싱글앨범 Gift from Secret을 발매하며 활발한 활동을 했다. 2014년 8월 11일 다섯 번째 미니앨범 Secret SUMMER를 발매하고 그 타이틀곡인 "I'm In Love"로 활동하였다. 그러다가 2016년 10월 15일 멤버 '한선화'가 소속사와의 계약만료로 공식 팀 탈퇴를 알렸으며, 그 이후로 시크릿은 3인조로 재편하였다. 2018년 2월 28일 멤버 '송지은'과 2018년 3월 2일 '전효성' 두사람이 각각 소속사와 법적 공방 중임을 밝히며 '송지은'은 탈퇴를 선언해 이후 회사 측에서는 법적 분쟁은 인정하였다.

## 활동

### 2009-2010: 데뷔,Secret Time및Madonna

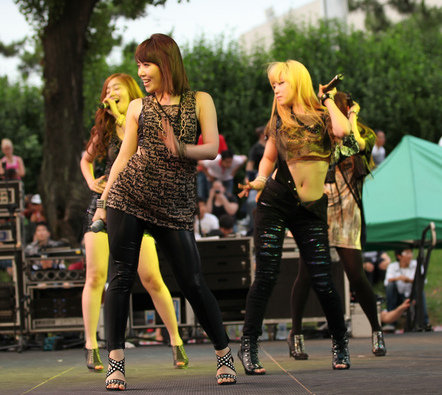
주한미군 독립기념일 축제 무대에 선 시크릿.

시크릿은 데뷔 전부터 각 멤버들의 이력과 실력들이 인터넷 상으로 화제가 되며 실시간 검색어 1위까지 오르고, Mnet 프로그램 《시크릿 스토리》를 통한 미니공연에서 가창력을 뽐냈다. 2009년 10월 15일에는 Mnet 엠카운트다운에서 데뷔 무대를 가졌다. 시크릿은 데뷔 무대 이후 "I Want You Back"의 뮤직비디오도 공개하였는데 조회수가 50만건을 넘었다. 이는 신인으로서는 매우 폭발적인 수치였다. 시크릿은 음악방송에 출연할 때마다 실시간 검색어 순위에 1위에 오르는 등 신인답지 않은 무대매너와 가창력으로 많은 관심을 받았으며, 이후 한선화는 KBS 2TV 예능 프로그램인 청춘불패에 출연하게 되어 소위 '백지' 컨셉으로 많은 인기를 얻게 된다.
데뷔 활동을 마치고 시크릿은 여성 패션/뷰티잡지 '쎄씨(Ceci)' 2010년 4월호 디올 어딕트 울트라 글로스 뷰티 화보 모델로 활동했다.
2010년 4월 1일 미니앨범 Secret Time 수록곡 중 타이틀곡인 "Magic"의 음원을 공개하였다. 본래 1일 발매 예정이였지만, 인쇄물 출력 오류가 발생해 6일에 앨범을 발매했다. 그 후 엠카운트다운, 뮤직뱅크, 음악중심, 인기가요에 잇달아 출연하여 컴백을 하였으며 후렴구 부분의 털기춤, 어머어머춤 등으로 수많은 관심을 받았고, 많은 UCC들이 올라왔는데 당초 서인영이 부를 예정이었으나 자신의 노래 색깔과 맞지 않는다는 이유 때문에  좌절됐다. 공개된 뮤직비디오는 공개 5일 만에 GOM TV 기준 조회수 100만건이 넘는 등 "I Want To Back" 당시의 활동보다 더 많은 인기를 얻었다. 4월 음원차트에서는 애프터스쿨, 이효리, 비 등을 제치고 2위를 차지하기도 하였고, 4월 22일에는 음악방송 순위프로그램인 Mnet 엠카운트다운에서 데뷔 이래 최고 순위인 3위까지 오르기도 하였다. 또한 멤버 한선화는 각종 프로그램에 고정투입되며 활발한 개인활동을 시작하였다. 천안함 침몰 사건 여파로 인해 음악방송 컴백이 많이 늦어져 활동기간이 6월 13일까지로 예정보다 더 길어지게 되었다. 또한 첫 번째 미니 앨범의 활동이 끝난 후 시크릿은 청춘 버라이어티 꽃다발에 고정 출연하였는데 정하나는 파워풀한 골반춤으로 일명 '징거 타임' (예명 사용 당시)이라는 이슈를 만들어내 검색어 순위에 오르는 등 관심을 받았다.

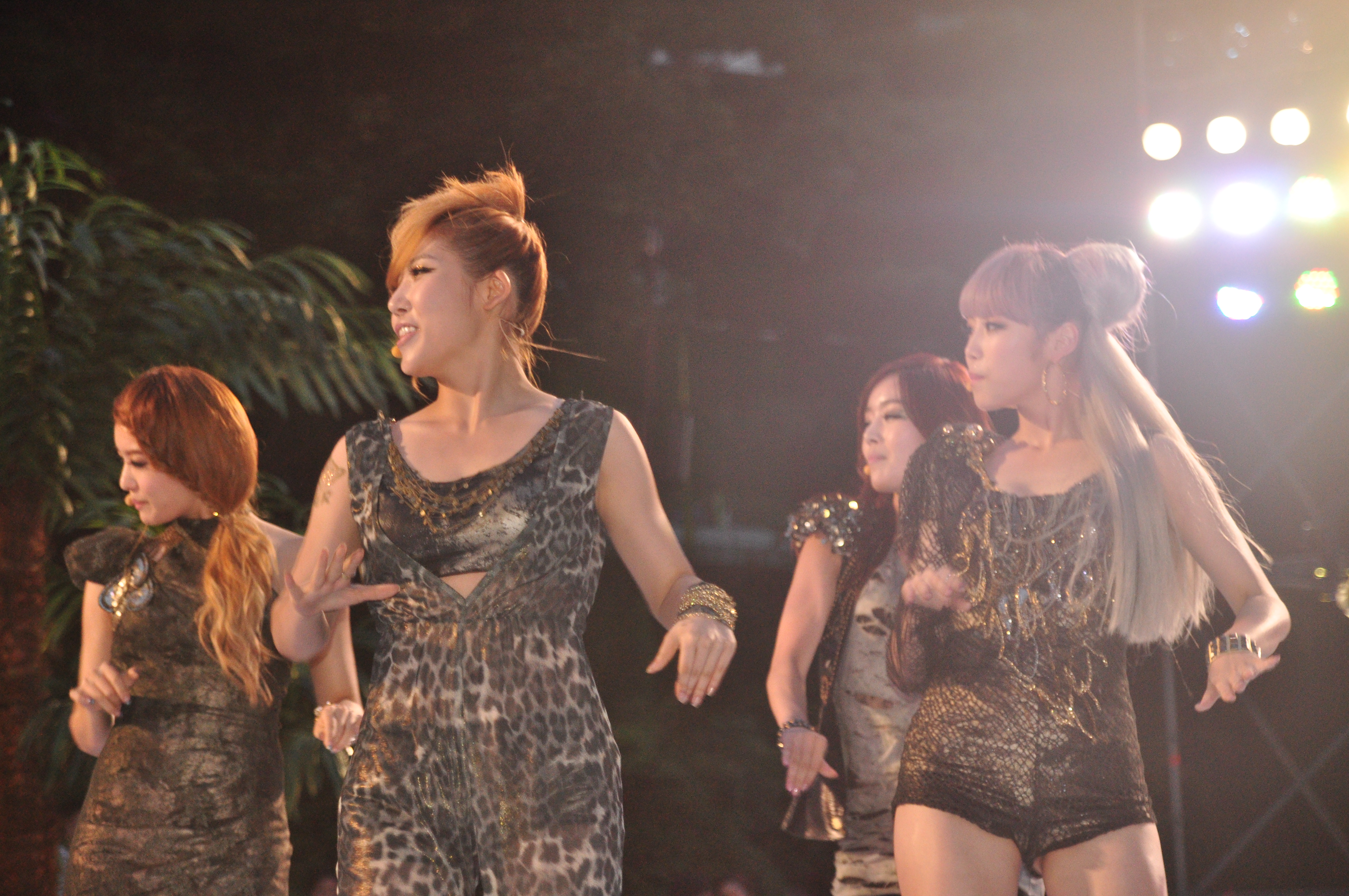
2010년 8월 Mnet 20's Choice에서 "Madonna" 공연중의 시크릿.

2010년 8월 6일 시크릿은 컴백을 예고하며 새 앨범의 티저 영상을 공개했고, 티저가 공개된 지 하루만에 5만 이상의 클릭수를 기록했다. 12일 음반의 발매와 동시에 뮤직비디오를 공개하였는데 곰TV 실시간 뮤직비디오 차트에서 100만건을 돌파하며 1위를 했고, 네이트 등 모든 사이트를 합산하면 무려 200만건이 넘는 조회수를 기록했다. 또한 각종 음원사이트의 실시간 차트에서 1위를 석권하며 돌풍을 예고하였다. 이후 13일 엠 카운트다운에서 처음으로 컴백 무대를 선보였으며 14일 뮤직뱅크에서 처음으로 공중파 컴백을 하였다. 한편 2010년 9월, 데뷔 싱글이였던 "I Want You Back"의 수록곡 중 "3년 6개월"이 표절 논란을 빚으며 소속사는 법적대응을 하겠다는 태도를 보였다. 한편 10월 3일 인기가요에서의 무대를 마지막으로 두 번째 미니 앨범 활동을 끝냈다. 그리고 12월에 열린 제25회 골든 디스크 시상식에서 신인상을 수상했다.

### 2011-2012: 연속 히트와 일본진출,Moving in Secret,POISON

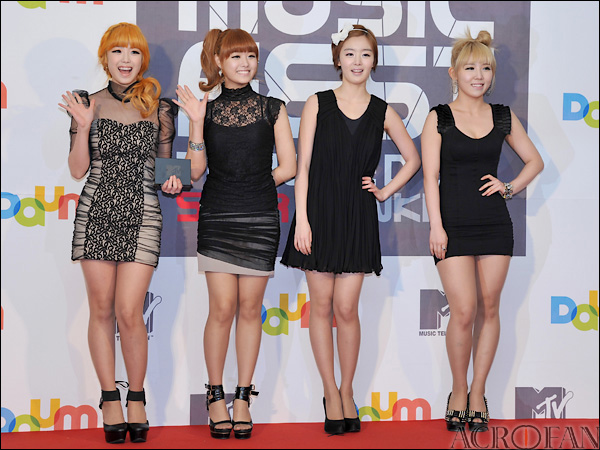
2011년 2월, MTV-DAUM 뮤직 페스트에서의 시크릿

시크릿은 2011년 1월 6일 첫 싱글 〈샤이보이〉를 발매했다. 〈샤이보이〉는 발매되자마자 좋은 반응을 얻으며 《엠카운트다운》, 《뮤직뱅크》, 《인기가요》에서 모두 1위에 오르며 음악 프로그램 1위를 모두 석권했다. 이후 2011년 2월 말 〈샤이보이〉 활동이 끝난 뒤, 메인보컬 송지은은 2011년 3월 3일 〈미친거니〉를 발표하고 솔로 활동을 시작했다. 〈미친거니〉는 예상과 다르게 음원 차트에서 성공을 거뒀고, 가온 디지털 차트에서도 1위에 올랐다. 같은 해 6월, 시크릿은 두 번째 싱글 〈별빛달빛〉을 발매했다. 〈별빛달빛〉 역시 좋은 반응을 얻으며 가온 디지털 차트 2위에 올랐고, 2011년 6월 19일자 《인기가요》에서 뮤티즌송을 수상했다. 이로써 시크릿은 "Magic"부터 〈별빛달빛〉까지 모두 음원 차트 1위, 2위에 연속으로 올려놓으며 4연속 히트를 달성했다.
2011년 8월 〈별빛달빛〉 활동을 끝낸 뒤, 시크릿은 일본 진출을 발표했고 소니 뮤직 재팬과 레이블 계약을 맺어 일본 데뷔 싱글 "Madonna"를 발매했다. "Madonna"는 일본에서 첫 주 13,124만 장이 팔리며 오리콘 위클리 싱글차트 9위에 올랐다. 2011년 12월 16일에는 일본 미니 앨범 Shy Boy를 발매했고, 이 앨범에는 〈샤이보이〉, 〈별빛달빛〉을 크리스마스 버전으로 편곡한 "Christmas Magic" 그리고 이외에 총 6곡의 일본어 노래를 수록했다. 2011년 10월 18일 한국에서 첫 정규 앨범 Moving in Secret으로 컴백했다. 타이틀곡은 "사랑은 Move"로, 가온 디지털 차트 최고 3위까지 올라가는 등 같은 시기 활동한 소녀시대, 원더걸스, 이승기 등의 쟁쟁한 가수들을 고려하면 괜찮은 성적을 냈다. 이후 11월 27일 《인기가요》를 끝으로 공식적인 활동을 끝냈는데, 이날 무대에는 멤버 전효성이 부상으로 세 멤버만 공연을 했다. 2012년 3월 5일부터 8일까지 도쿄, 오사카, 나고야를 거친 첫 콘서트 투어이자 일본 투어 Secret Time 2012을 진행했다.
2012년 9월 13일에는 세 번째 미니 앨범 POISON을 발매했다. 그러나 포이즌의 하이라이트 안무라 할 수 있는 쩍벌춤이 선정성 논란에 휩싸이기도 하였다. 이후 12월 4일에는 신사동 호랭이가 작곡한 "TALK THAT"이라는 새로운 싱글을 발매하면서 활동하였지만, 12월 11일 새벽 2시 일정을 마치고 돌아가던 중 차량이 전복되는 사고를 당해 정하나가 4주 진단을 받아 모든 활동이 중단되었다.
연말 활동은 정하나를 제외한 3인체제로만 활동하였다.

### 2013: Letter from Secret, Gift from Secret
2013년 4월 30일 네 번째 미니 앨범 《Letter from Secret》의 타이틀 곡 'YooHoo'를 들고 컴백하였다. 앨범 발매 직후 각종 음원차트에서 상위권에 랭크되며 좋은 반응을 얻었으나 이번에도 음악방송 1위는 하지 못하였다. 또 한창 활동할 무렵 리더 전효성이 라디오에서의 부적절한 언어 사용으로 구설수에 휘말리기도 하여 시크릿으로서는 시작에 비해 마무리가 좋지 않은 활동이 되고 말았다.
2013년 9월 30일 메인보컬 송지은이 두 번째 솔로 싱글 〈희망고문〉을 발매하였지만 〈미친거니〉 때만큼 폭발적인 반응은 얻지 못하였다.
2013년 11월 18일 올림픽공원 올림픽홀에서 열린 2013 대한민국 대중문화예술상 문화체육관광부장관표창을 수상하였다. 12월 9일에는 3번째 싱글 앨범인 〈Gift from Secret〉의 타이틀곡 'I do I do'로 컴백했으나 기존 앨범들에 비해서 크게 히트하지는 못하였다.

### 2014-2015: SECRET SUMMER, 멤버들의 솔로활동
2014년에는 전효성과 한선화가 각각 처용과 신의 선물 - 14일을 통해 드라마에 출연하였다.
2014년 5월 12일에 전효성이 첫 번째 솔로 앨범 〈TOP SECRET〉을 발매하여, 송지은에 이어 두 번째로 솔로 가수로 활동하였다. 타이틀곡은 'Good-Night Kiss'였으며, 음원차트와 앨범 판매에서 좋은 성과를 내며 솔로가수로서의 첫 활동을 성공적으로 마무리하였다.
시크릿은 7월에 일본 활동에 들어가고 8월에 새 미니앨범으로 컴백할 예정이었다. 그러다가 언론을 통하여 8월 11일 컴백이 확정됐음이 알려졌으며, 지하철역 홍보부터 TV 광고까지 이례적으로 대규모의 프로모션을 단행하였다. 8월 11일 정각, 5번째 미니 앨범 《SECRET SUMMER》의 음원이 공개되었고 정오에 타이틀곡 'I'm in Love'의 뮤직비디오가 공개되었다. 8월 16일에 KBS 뮤직뱅크를 통해 컴백하였으며 8월 24일 SBS 인기가요에서는 간만에 1위 후보에 올랐지만 위너에게 밀려 아쉽게 1위 등극에 실패하였다.
9월 24일에는 송지은의 솔로 선공개곡인 쳐다보지마의 음원과 뮤직비디오가 공개되었고 9월 29일 언론을 통해 미니 앨범으로 컴백할 예정이라고 밝혔다. 10월 14일 정각에 솔로 미니 앨범인 《25》의 음원과 타이틀곡인 '예쁜 나이 25살'의 뮤직비디오가 공개되었으며, 10월 16일 엠카운트다운을 통해 컴백하였고 11월 16일 인기가요까지 활동하였다.
시크릿은 2014년 연말 3사 가요제에 모두 초청받았으며 한선화가 MBC와 SBS 연기대상에서 여자 신인상과 뉴스타상을 수상하며 한 해를 마무리지었다.
2015년 5월 7일 〈반해〉를 타이틀 곡으로 하는 전효성의 첫 번째 미니 음반 《FANTASIA》가 발매되었다. 이 음반에는 총 5곡이 실렸으며, 5월 11일 타이틀 곡의 뮤직 비디오가 공개되었다. 6월 7일 SBS 인기가요를 끝으로 음악 방송 활동을 마무리하였다.

### 2016-2018: 이어진 탈퇴와 법적 공방, 컴백 무산
2016년 3월 28일 전효성의 두 번째 미니 음반 《Colored》가 발매되었다. 타이틀 곡은 〈나를 찾아줘〉로, 총 여섯 곡이 수록되었다.
2016년 10월 15일 멤버 한선화가 소속사와의 계약만료로 공식적으로 팀에서 탈퇴하여, 시크릿은 3인조로 재편하였다. 2017년 1월 28일, 3년 간의 개인 활동을 끝내고 2017년 하반기를 목표로 컴백하겠다는 소식이 전해졌으나, 컴백은 이뤄지지 못하였다.
2017년 8월 멤버 송지은은 대한상사중재원 측에 TS엔터테인먼트와의 전속계약 효력정지 중재 신청서를 제출하였으며, 2018년 2월 8일 중재원은 전속계약의 효력이 없다고 밝혔다. 또한 2017년 9월 전효성도 서울서부지방법원에 전속계약효력부존재 확인 소송을 제기하였다. 결국 2018년 2월 28일 송지은은 자신의 SNS를 통하여 시크릿에서 탈퇴하겠다는 의사를 표시하였고, 3월 2일 전효성도 소속사 측에 계약 종료와 탈퇴 의사를 통보하였다고 알려졌다. TS엔터테인먼트에서는 송지은 및 전효성과의 법적 분쟁 사실을 인정하지만 팀의 해체는 아니라면서, 두 멤버가 계약 종료를 주장하며 자사와 합의하지 않은 연예 활동을 진행할 경우 법적 처벌을 검토하겠다고 밝혔다.

## 이전 구성원
| 이름   | 소개 |
| ------ | --- |
| 전효성 | - 생년월일: 1989년 10월 13일(35세) - 출생지: 대한민국 충청북도 청주시 - 학력: 우석대학교 진천캠퍼스 문화사회예술대학 공연예술뮤지컬학과 (재학) - 활동기간: 2009년 ~ 2018년 |
| 정하나 | - 생년월일: 1990년 2월 2일(35세) - 출생지: 대한민국 경기도 의정부시 - 학력: 인덕대학교 방송연예과 (휴학) - 활동기간: 2009년 ~ 2018년                                       |
| 한선화 | - 생년월일: 1990년 10월 6일(34세) - 출생지: 대한민국 부산광역시 - 학력: 백제예술대학 뮤지컬과 (휴학) - 활동기간: 2009년 ~ 2016년                                           |
| 송지은 | - 생년월일: 1990년 5월 5일(35세) - 출생지: 대한민국 서울특별시 - 학력: 상명대학교 사범대학 부속여자고등학교 - 활동기간: 2009년 ~ 2018년                                    |

## 콘서트 투어
- 2012: Secret Time 2012

## 음반 외 활동
방송 프로그램
- 2009년 엠넷 리얼리티 프로그램 '시크릿 스토리' 출연
- 2010년 MBC 청춘 버라이어티 '꽃다발' 출연

광고 모델
- 2009년 '구어스 치킨' 전속 광고 모델
- 2011년 한빛소프트 그랑메르 홍보 모델
- 2011년 박가부대찌개/두루치기 홍보 모델
- 2011년 네네치킨 홍보 모델
- 2011년 ㈜무학 좋은데이 홍보 모델
- 2012년 '시크릿 스타걸 (인조가속눈썹 제품)' 전속 광고 모델
- 2015년 영웅의 군단 광고 모델

홍보 대사/캠페인
- 2009년 서울 동영상 콘텐츠 공모전 '스트리밍 서울 2009' 홍보대사
- 2010년 에코 프로젝트 환경 캠페인 ‘URBAN FRAM’참여
- 2010년 제18회 여왕기 전국여자축구대회 홍보대사
- 2010년 제8회 국제장애인기능올림픽대회 홍보대사
- 2011년 코리아 브랜드 및 한류 상품 박람회 홍보대사
- 2011년 한국소비자포럼 홍보대사
- 2012년 부천국제학생애니메이션페스티벌 홍보대사

## 잡지화보
여성 패션/뷰티잡지 쎄씨(Ceci) 2010년 4월호 디올 어딕트 울트라 글로스 뷰티 화보(전효성, 정하나, 송지은, 한선화)

## 수상 목록
| 연도   | 수상 내역 |
| ------ | --- |
| 2010년 | - 12월 9일 제25회 《골든 디스크》 삼성 YEPP 신인상 - 12월 15일 제18회 《대한민국 문화연예대상》 신세대가요 부문 10대 가수상 |
| 2011년 | - 1월 20일 제20회 《하이원 서울가요대상》 본상 - 1월 21일 제6회 《아시아 모델상 시상식》 BBF 인기가수상 - 11월 24일 제3회 《멜론 뮤직 어워드》 TOP10                                                                                         |
| 2012년 | - 1월 11일 제21회 《골든 디스크》 음원부문 본상 - 1월 19일 제27회 《하이원 서울가요대상》 본상 - 2월 22일 제1회 《가온 차트 K-POP 어워드》 올해의 가수상 음원부문 1월 - 2월 22일 제1회 《가온 차트 K-POP 어워드》 올해의 가수상 음원부문 6월 |
| 2013년 | - 1월 16일 제27회 《골든 디스크》 음원부문 본상 - 1월 19일 《Listen to Pop Awards》 음반부문 본상 - 1월 31일 제22회 《하이원 서울가요대상》 본상 - 11월 18일 제4회 《대한민국 대중문화예술상》 문화체육관광부장관표창                        |

### 가요 프로그램 1위
| 연도            | 수상 내역 (총 6회) |
| --------------- | --- |
| 2011년 (총 6회) | - 샤이보이 (총 5회) - 1월 13일 M.net 《엠카운트다운》 1위 - 2월 4일 KBS 《뮤직뱅크》 K-Chart 1위 - 2월 11일 KBS 《뮤직뱅크》 K-Chart 1위 - 2월 18일 KBS 《뮤직뱅크》 K-Chart 1위 (3주 연속) - 2월 20일 SBS 《인기가요》 뮤티즌송 - 별빛달빛 (총 1회) - 6월 19일 SBS 《인기가요》 뮤티즌송 |